# Baýramnyýaz Berdiýew
Baýramnyýaz Berdiýew (né le 13 septembre 1974 à l'époque en RSS du Turkménistan, aujourd'hui au Turkménistan, est un footballeur international turkmène qui évoluait au poste de gardien de but.

## Biographie

### Carrière en sélection
Baýramnyýaz Berdiýew fait ses débuts en équipe nationale du Turkménistan en 2000.
Berdiýew participe à la Coupe d'Asie des nations 2004 avec l'équipe du Turkménistan.
Il compte 26 sélections et 0 but avec l'équipe du Turkménistan depuis 2000.